# Sport motorowodny

Ikona symbolizująca sporty motorowodne

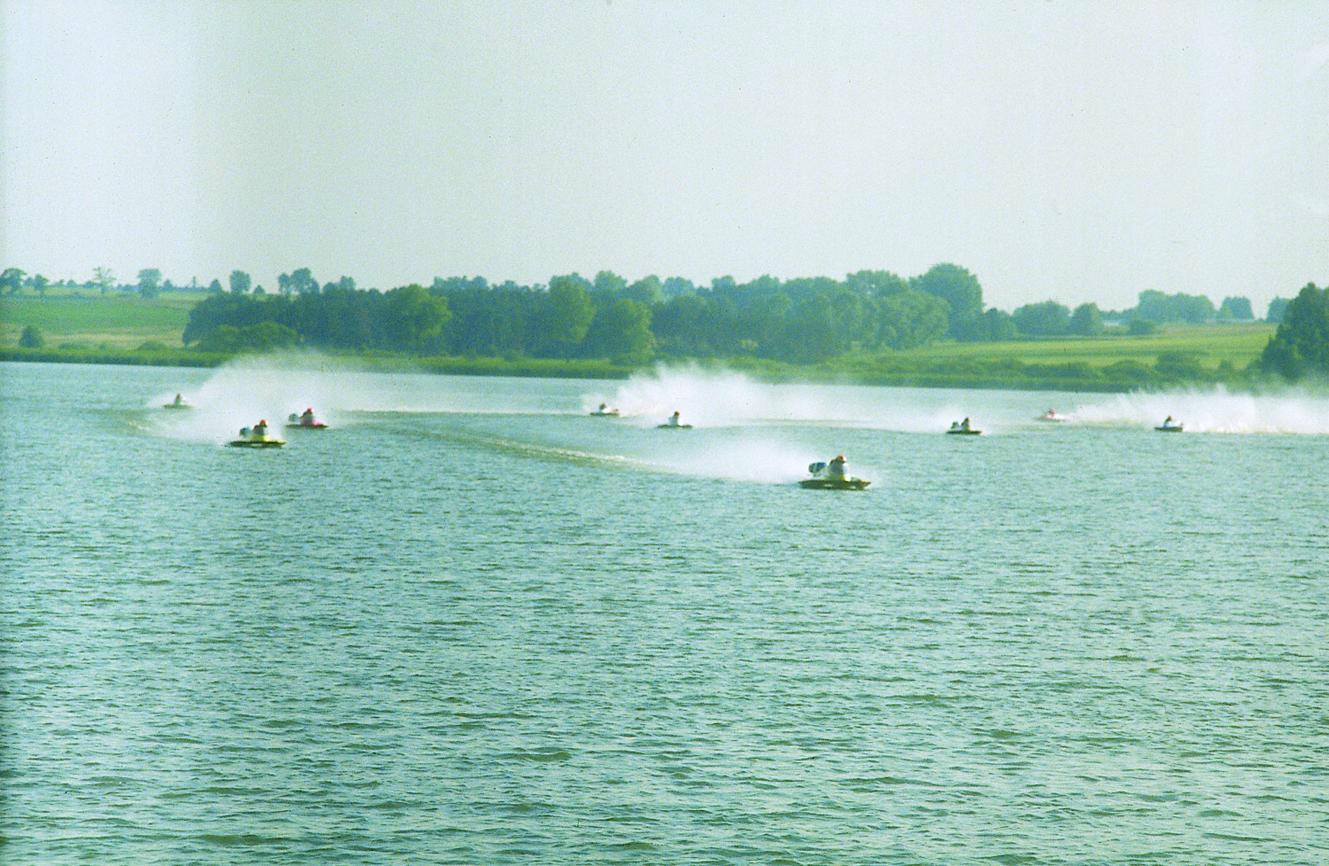
Zawody motorowodne, mistrzostwa Europy w Żninie

Sport motorowodny – dyscyplina sportowa, będąca sportem wodnym, obejmująca wyścigi na łodziach klas otwartych (wyścigowych), sportowych, turystykę motorowodną i narciarstwo wodne.

## Klasyfikacja
Rozróżnia się jachting motorowy śródlądowy i morski na łodziach i jachtach z silnikami przyczepnymi i wbudowanymi; klasę sportową i wyścigową łodzi określają: pojemność silnika i wymiary łodzi. Do najpopularniejszych kategorii wyścigów motorowodnych w których startuje wielu polskich zawodników należą: 
GT15 - Jakub Rochnowski (WKS Zegrze), Gabriela Lempert (WKS Zegrze), Marta Bonder (WKS Zegrze), Karol Trzebniak (KS51 Toruń); 
GT30 - Agata Sołtan (WKS Zegrze), Maria Lech (KS51 Toruń), Tomasz Sujkowski (KS51 Toruń), Mateusz Popończyk (KW "Wisła" Warszawa), Leszek Glogier (PKM LOK Poznań); 
Formuła 4 - Marcin Szymczyk (KS51 Toruń) 
OSY400 - Cezary Strumnik (KS Przygoda Chodzież), Grzegorz Stępniak (TKKF Wodnik), Aleksander Goliński (WKS Zegrze), Jakub Rochowiak (WKS Zegrze), Michał Poźniak (KSM Trzcianka) 
F125 - Henryk Synoracki, Sebastian Kęciński, Michał Kausa 
F700 - Marcin Zieliński, Tadeusz Haręza 

## Historia
Pierwsze regaty łodzi motorowych rozegrano 1900 w Paryżu na Sekwanie. Za początek sportu motorowodnego przyjmuje się rok powołania Międzynarodowej Federacji Sportu Motorowodnego - 1922 (początkowo jako Union Internationale du Yachting Automobil UIduYA, od 1946 obecna nazwa - Union Internationale Motonautique); od 1938 są rozgrywane mistrzostwa świata. 
W programie igrzysk olimpijskich tylko w roku 1908 - rozegrano 3 konkurencje sportów motorowodnych (w klasie A zwyciężył Francuz - E. Thurbon, w klasie B i C - zespoły Wielkiej Brytanii).

## Dyscyplina w Polsce
W Polsce pierwsze sekcje motorowodne zaczęły powstawać w latach międzywojennych, początkowo przy Yacht Klubie Polski, potem przy AZS, Oficerskim Yacht Klubie i Warszawskim Towarzystwie Wioślarskim; 1937 odbyły się na Wiśle pierwsze mistrzostwa Polski; 1954 powstała Samodzielna Sekcja Sportów Motorowodnych, przekształcona 1958 w Polski Związek Motorowodny, PZMW (od 1972 Polski Związek Motorowodny i Narciarstwa Wodnego, PZMWiNW). Jednym z najlepszych zawodników w historii sportów motorowodnych był Waldemar Marszałek. 
Żnin to centrum sportu motorowodnego w Polsce. Corocznie, na Jeziorze Żnińskim Małym rozgrywane są Motorowodne Mistrzostwa Polski, Europy i Świata. W 2004 powstała na placu Wolności w mieście jedyna na świecie aleja Sław Sportu Motorowodnego (wśród gwiazd m.in. Waldemar Marszałek i Tadeusz Haręza), a w 2005 w magistracie otwarto jedyne w Europie Muzeum Sportów Motorowodnych.
Kilkukrotnie też Motorowodne Mistrzostwa Europy oraz Świata w klasach S-550 oraz T-550 odbyły się na Jeziorze Błędno w Zbąszyniu.

## Polscy medaliści mistrzostw świata
Formula 4 stroke
- Ada Przybył - wicemistrz (2010)
- Adrian Maniewski - drugi wicemistrz (2011)

O-250
- Waldemar Marszałek - mistrz (1979, 1980, 1981, 1989); drugi wicemistrz (1985)
- Henryk Synoracki - mistrz (1997); wicemistrz (2000, 2002); drugi wicemistrz (1999, 2003)
- Bolesław Niklewski - wicemistrz (1988); drugi wicemistrz (1989)

O-350
- Waldemar Marszałek - mistrz (1983, 1993); wicemistrz (1994, 1996); drugi wicemistrz (1981)
- Henryk Synoracki - mistrz (2004); wicemistrz (1998); drugi wicemistrz (2006)
- Bernard Marszałek - mistrz (2003)
- Bartłomiej Marszałek - wicemistrz (2006)
- Dariusz Zadrożyński - drugi wicemistrz (1993)

O-500
- Tadeusz Haręza - mistrz (1996); drugi wicemistrz (1998)

O-700
- Tadeusz Haręza - mistrz (1995, 1997, 1998); drugi wicemistrz (1993, 2002, 2009)
- Witold Bartnicki - drugi wicemistrz (2001, 2004)

S-550
- Lechosław Rybarczyk - mistrz (2001, 2002, 2006, 2008); wicemistrz (2003, 2004, 2007, 2009); drugi wicemistrz (2005)
- Łukasz Ciołek - mistrz (2005); wicemistrz (2006, 2008); drugi wicemistrz (2003, 2007)
- Mirosław Kędziora - drugi wicemistrz (2001)
- Andrzej Lisy - drugi wicemistrz (2011)

T-550
- Marcin Mucha - mistrz (2010); wicemistrz (2011)
- Adam Łabędzki - mistrz (2006)
- Michał Gembiak - wicemistrz (2009, 2010); drugi wicemistrz (2006)
- Krzysztof Śniadecki - wicemistrz (2006)
- Marcin Gembiak - drugi wicemistrz (2010)

## Polscy medaliści mistrzostw Europy
Formula 4 stroke
- Adrian Maniewski - wicemistrz (2010); drugi wicemistrz (2011)

O-125 / F-125
- Henryk Synoracki - mistrz (2002, 2003, 2009); wicemistrz (2008); drugi wicemistrz (2011)
- Marcin Zieliński - drugi wicemistrz (2006)

O-175
- Henryk Synoracki - mistrz (2011)

O-250 / F-250
- Henryk Synoracki - mistrz (1999, 2005); wicemistrz (1996, 1998, 2004); drugi wicemistrz (2000)
- Waldemar Marszałek - mistrz (1990); wicemistrz (1980, 1981, 1985, 1989, 1995); drugi wicemistrz (1984, 1986, 1992)
- Bernard Marszałek - wicemistrz (2000); drugi wicemistrz (1997, 1999)
- Michel Pawel - drugi wicemistrz (1957)
- Tadeusz Karolak - drugi wicemistrz (1959)

O-350 / F-350
- Waldemar Marszałek - mistrz (1981, 1993, 1996); wicemistrz (1991, 1994, 1995); drugi wicemistrz (1980, 1992)
- Henryk Synoracki - mistrz (1999, 2000); wicemistrz (2007); drugi wicemistrz (2004)
- Bernard Marszałek - wicemistrz (2002)

O-500 / F-500
- Antoni Jakubowski - mistrz (1959)
- Tadeusz Haręza - wicemistrz (1992, 1997, 2008); drugi wicemistrz (2006)

O-700
- Tadeusz Haręza - mistrz (1994, 1997, 2002); wicemistrz (2001); drugi wicemistrz (2000, 2006)
- Maciej Trzebiatowski - wicemistrz (2003)
- Witold Bartnicki - drugi wicemistrz (2003)

OSY-400
- Michał Świerczyński - wicemistrz (2011)
- Tomasz Mordal - drugi wicemistrz (2010)

S-550
- Lechosław Rybarczyk - mistrz (1995, 1997, 2000, 2001, 2002, 2003, 2004, 2006, 2007, 2008, 2009); wicemistrz (1996, 1998, 1999)
- Adam Łabędzki - mistrz (2005); drugi wicemistrz (2006)
- Łukasz Ciołek - wicemistrz (2003, 2005, 2006, 2007); drugi wicemistrz (2004)
- Mirosław Kędziora - drugi wicemistrz (2001)
- Andrzej Lisy - drugi wicemistrz (2009)

T-550
- Michał Gembiak - mistrz (2009, 2010, 2011); wicemistrz (2003); drugi wicemistrz (2007)
- Adam Łabędzki - mistrz (2005, 2006); drugi wicemistrz (2009)
- Marcin Gembiak - mistrz (2007); wicemistrz (2011); drugi wicemistrz (2003, 2004, 2010)
- Karol Gańczak - wicemistrz (2004, 2008)
- Dariusz Nogaj - wicemistrz (2005)
- Krzysztof Śniadecki - drugi wicemistrz (2005, 2008)
- Łukasz Ciołek - drugi wicemistrz (2006)

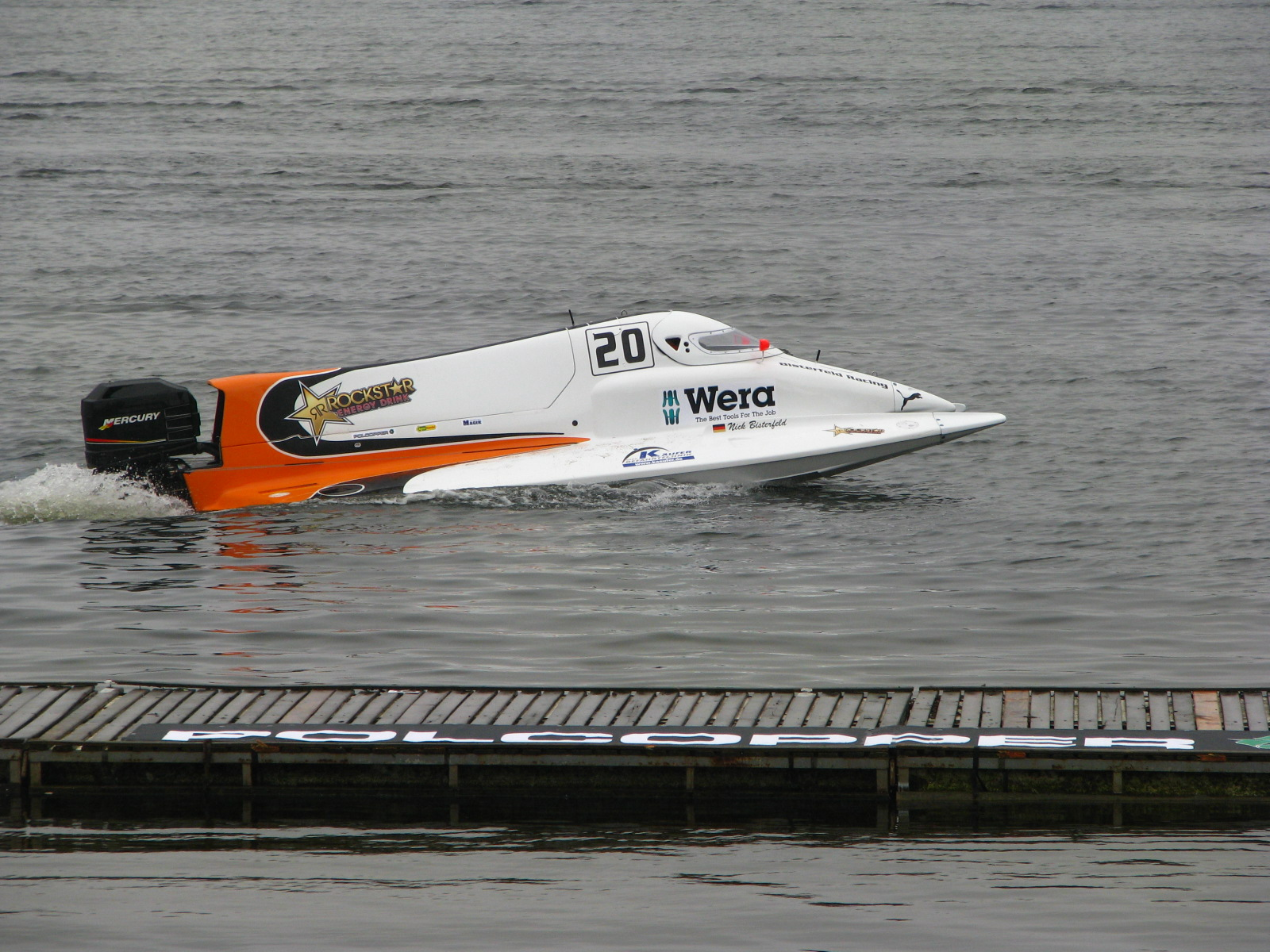
Łódź Motorowodnych Mistrzostw Świata F2 podczas zawodów w Cichowie (pow. kościański)